# Cormura brevirostris
Cormura brevirostris is een zoogdier uit de familie van de schedestaartvleermuizen (Emballonuridae). De wetenschappelijke naam van de soort werd voor het eerst geldig gepubliceerd door Wagner in 1843.

## Voorkomen
De soort komt voor van Nicaragua zuidwaarts tot Peru en het midden van Brazilië.